# Propulsion magnéto-plasmique à impulsion spécifique variable
Pour des articles plus généraux, voir Propulsion spatiale et Propulsion électrique (spatial).
 (décembre 2019).

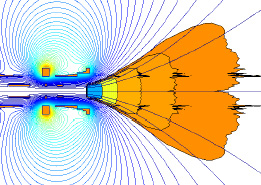
Schéma du principe de fonctionnement du moteur VASIMR avec des champs et des rayonnements électromagnétiques.

La propulsion magnéto-plasmique à impulsion spécifique variable ou VASIMR (acronyme en anglais de Variable specific impulse magnetoplasma rocket) est un type de propulseur spatial à plasma. Il utilise des champs et des rayonnements électromagnétiques variables (sans électrodes) pour chauffer, ioniser et accélérer un gaz (hydrogène, argon ou hélium).
La VASIMR est une solution polyvalente, alternative aux deux systèmes spécialisés existants que sont les propulseurs à haute poussée et à faible impulsion spécifique (comme les moteurs-fusées à propulsion chimique) d'un côté, et les propulseurs à faible poussée et à haute impulsion spécifique (comme les moteurs ioniques) de l'autre, car il est capable de fonctionner dans les deux modes en ajustant à tout moment ses paramètres de fonctionnement.

## Principe
La propulsion magnéto-plasmique à impulsion spécifique variable présente la particularité de faire appel aux trois aspects de la propulsion électrique :
1. Chauffage par induction électromagnétique et détente du gaz (propulsion électrothermique) ;
2. Ionisation et accélération des ions du plasma dans un champ électrique induit (propulsion ionique) ;
3. Confinement de plasma interne, guidage et contrôle du jet externe par champ magnétique (propulsion électromagnétique).

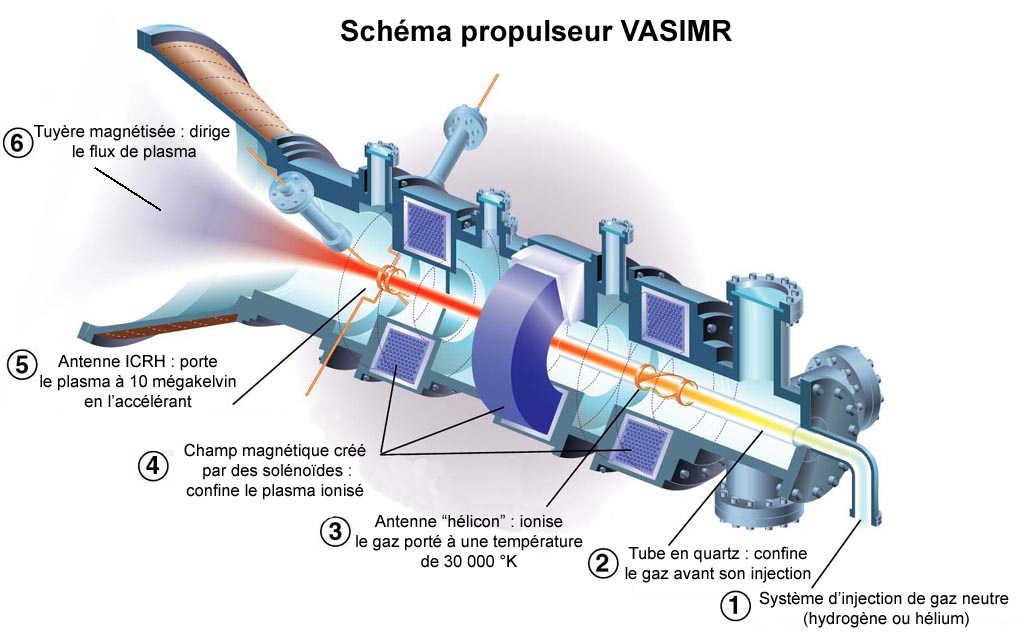
Schéma de VASIMR en coupe :
1. Le gaz neutre (hydrogène ou hélium) est injecté en entrée du dispositif.
2. Un tube en quartz recueille et confine ce gaz neutre avant son ionisation.
3. Une « antenne hélicon » spéciale pré-ionise le gaz (chauffage à 30000 kelvins) à l'aide de radiofréquences émises dans un champ magnétique axial (rayonnement hélicon excitant les électrons).
4. Le plasma est confiné à distance de la paroi par des solénoïdes entourant la chambre cylindrique, créant un champ magnétique axial dans l'enceinte.
5. Une « antenne ICRH » (Ion Cyclotron Resonant Heating) ionise totalement le plasma en le portant à très haute température (10 megakelvins) et engendre un champ électrique induit qui accélère les ions en une trajectoire hélicoïdale vers la sortie. C'est le booster principal.
6. Une « tuyère magnétique » en sortie contrôle le jet de plasma en modelant axialement la trajectoire des ions.

Cette tuyère à « géométrie magnétique variable » permet de faire varier l'impulsion spécifique et la poussée à puissance constante, en modulant l'intensité du champ magnétique et la géométrie de ses lignes de champ. Une analogie consiste à assimiler cette tuyère magnétique à la boîte de vitesses d'un véhicule, dont le moteur serait alimenté en combustible à régime constant.

## Recherches actuelles et futures

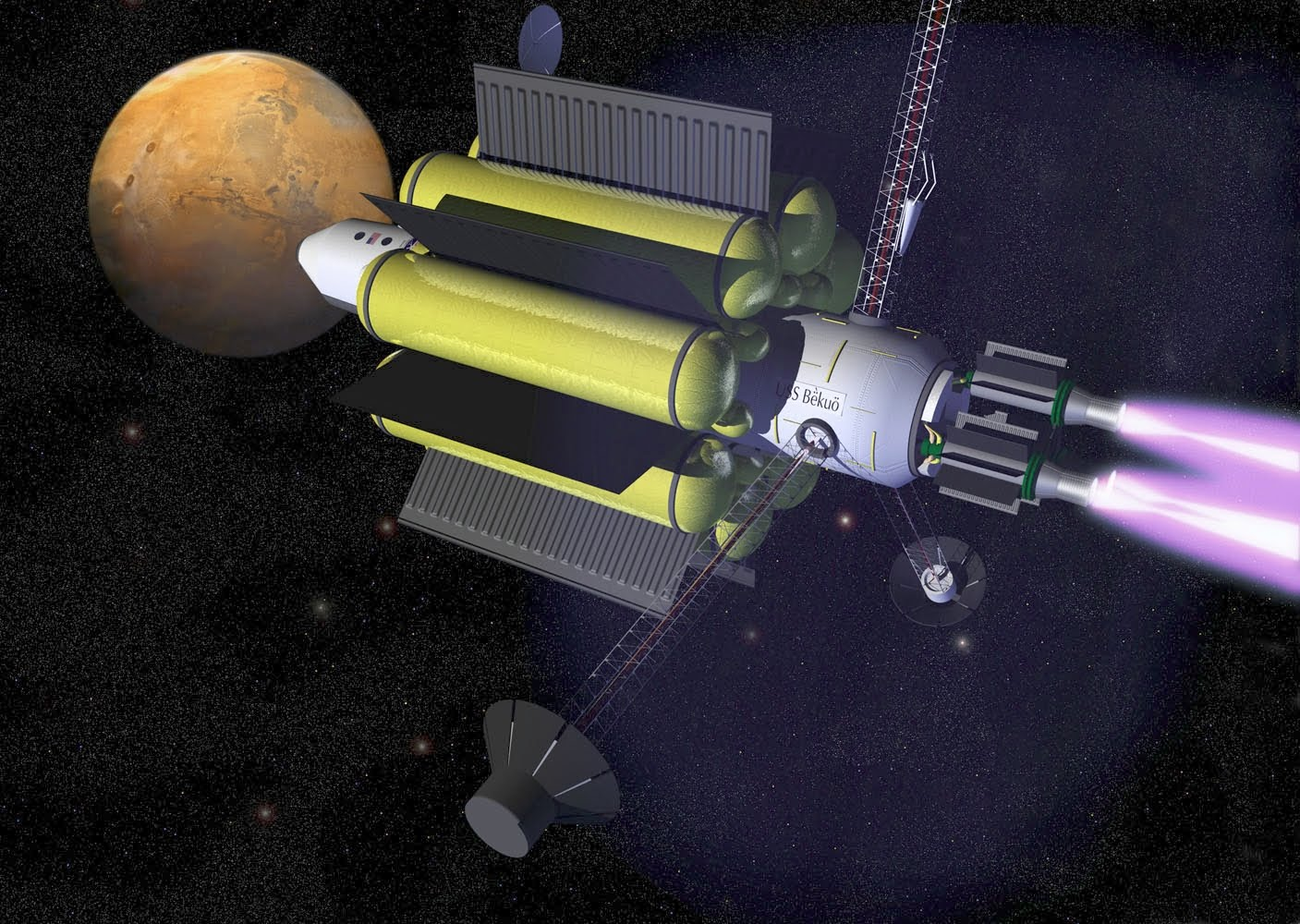
Illustration d'un vaisseau interplanétaire futuriste à propulsion magnéto-plasmique à impulsion spécifique variable.

Le concept théorique de la propulsion magnéto-plasmique à impulsion spécifique variable a été inventé à la fin des années 1970 par l'astronaute et physicien des plasmas Franklin Chang-Díaz, qui l'étudia d'abord au Charles Stark Draper Laboratory puis au Plasma Fusion Center du MIT et enfin à l'ASPL (Advanced Space Propulsion Laboratory) fondé à cet effet en décembre 1993 au JSC de la NASA, qui détient un prototype expérimental.
De multiples universités et organisations contribuent au programme VASIMR, en plus de la NASA : le MIT, l'Université du Texas à Austin, le Laboratoire national de Los Alamos, le centre de vol spatial Marshall, l'université Rice, l'université de Houston, l'université du Michigan et le Laboratoire national d'Oak Ridge. Afin d'accélérer le développement et la commercialisation des moteurs VASIMR, Chang-Díaz a créé en 2006, avec le soutien de la NASA et de toutes ces organisations, l'entreprise AD Astra Rocket, basée à Houston aux É.-U. et à Guanacaste au Costa Rica.
En 2006, on annonce qu'en 2007, un nouveau prototype va être construit au Costa Rica. Ce prototype, le VX-200, a été testé avec succès en septembre 2009 dans une chambre à vide. Des expérimentations à bord de la station spatiale internationale étaient programmées pour 2010 et 2011, puis repoussées à 2013, mais n'ont pas eu lieu.[réf. nécessaire]
Les premières réalisations industrielles doivent produire des impulsions spécifiques de 1 000 à 30 000 secondes (correspondant à des vitesses d'éjection allant de 10 à 300 km/s), et des poussées de 10 à 500 newtons. Bien que de très grandes poussées puissent potentiellement être atteintes avec VASIMR, le poids important des systèmes d'ionisation et de confinement du plasma empêcherait son utilisation là où un ratio puissance/poids élevé est nécessaire, par exemple pour le décollage depuis la surface de planètes, zone de forte gravité. Les progrès dans ce domaine sont néanmoins rapides, avec une diminution de la masse des électroaimants d'un facteur de 30 depuis les premières expériences, grâce aux matériaux supraconducteurs à haute température critique.
Les ondes radio et les champs magnétiques sont fournis par une source d'énergie électrique de quelques centaines de kilowatts pour les prototypes, idéalement de plusieurs mégawatts pour un vaisseau interplanétaire. Cette source d'énergie serait en 2008 la fission nucléaire. Avec l'amélioration de ces sources d'énergie compactes, il est envisagé de remplacer les propergols légers que sont l'hydrogène ou l'hélium par un plasma plus dense d'argon ou de xénon (un vaisseau de 20 tonnes, alimentant un propulseur VASIMR avec 200 MW, mettrait Mars à seulement 39 jours de voyage de la Terre). En élargissant cette idée et bien que cela ne soit pas réaliste à court terme, il est également théoriquement possible que le concept VASIMR puisse un jour s'articuler autour d'un plasma de fusion constituant lui-même le propulsif. L'apport calorique de la fusion, et donc la poussée, serait dans ce cas notablement plus élevé par rapport à un chauffage électrique ou électromagnétique.